# Angel (säsong 4)
Säsong 4 av Angel sändes 2002-2003.

## Lista över avsnitt
| Nr i serien | Nr i säsongen | Titel                        | Regissör           | Manus                                         | Originalvisning  |
| ----------- | ------------- | ---------------------------- | ------------------ | --------------------------------------------- | ---------------- |
| 67          | 1             | "Deep Down"                  | Terrence O'Hara    | Steven S. DeKnight                            | 6 oktober 2002   |
| 68          | 2             | "Ground State"               | Michael Grossman   | Mere Smith                                    | 13 oktober 2002  |
| 69          | 3             | "The House Always Wins"      | Marita Grabiak     | David Fury                                    | 20 oktober 2002  |
| 70          | 4             | "Slouching Toward Bethlehem" | Skip Schoolnik     | Jeffrey Bell                                  | 27 oktober 2002  |
| 71          | 5             | "Supersymmetry"              | Bill Norton        | Elizabeth Craft Sarah Fain                    | 3 november 2002  |
| 72          | 6             | "Spin the Bottle"            | Joss Whedon        | Joss Whedon                                   | 10 november 2002 |
| 73          | 7             | "Apocalypse, Nowish"         | Vern Gillum        | Steven S. DeKnight                            | 17 november 2002 |
| 74          | 8             | "Habeas Corpses"             | Skip Schoolnik     | Jeffrey Bell                                  | 15 januari 2003  |
| 75          | 9             | "Long Day's Journey"         | Terrence O'Hara    | Mere Smith                                    | 22 januari 2003  |
| 76          | 10            | "Awakening"                  | James A. Contner   | David Fury Steven S. DeKnight                 | 29 januari 2003  |
| 77          | 11            | "Soulless"                   | Sean Astin         | Elizabeth Craft Sarah Fain                    | 5 februari 2003  |
| 78          | 12            | "Calvary"                    | Bill Norton        | Jeffrey Bell Steven S. DeKnight Mere Smith    | 12 februari 2003 |
| 79          | 13            | "Salvage"                    | Jefferson Kibbee   | David Fury                                    | 5 mars 2003      |
| 80          | 14            | "Release"                    | James A. Contner   | Steven S. DeKnight Elizabeth Craft Sarah Fain | 12 mars 2003     |
| 81          | 15            | "Orpheus"                    | Terrence O'Hara    | Mere Smith                                    | 19 mars 2003     |
| 82          | 16            | "Players"                    | Michael Grossman   | Jeffrey Bell Elizabeth Craft Sarah Fain       | 26 mars 2003     |
| 83          | 17            | "Inside Out"                 | Steven S. DeKnight | Steven S. DeKnight                            | 2 april 2003     |
| 84          | 18            | "Shiny Happy People"         | Marita Grabiak     | Elizabeth Craft Sarah Fain                    | 9 april 2003     |
| 85          | 19            | "The Magic Bullet"           | Jeffrey Bell       | Jeffrey Bell                                  | 16 april 2003    |
| 86          | 20            | "Sacrifice"                  | David Straiton     | Ben Edlund                                    | 23 april 2003    |
| 87          | 21            | "Peace Out"                  | Jefferson Kibbee   | David Fury                                    | 30 april 2003    |
| 88          | 22            | "Home"                       | Tim Minear         | Tim Minear                                    | 7 maj 2003       |

## Hemvideoutgivningar
Hela säsongen utgavs på DVD i region 1 den 7 september 2004. och i region 2 den 18 oktober 2004.

### Fotnoter
1. ↑  ”Angel - The Complete 4th Season” (på engelska). TV Shows on DVD. 7 september 2004. Arkiverad från originalet den 11 augusti 2011. https://web.archive.org/web/20110811054025/http://www.tvshowsondvd.com/releases/Angel-Complete-4th-Season/3767. Läst 17 februari 2017.
2. ↑  ”Angel - Season 4 [DVD [2000]”] (på engelska). Amazon. 18 oktober 2004. https://www.amazon.co.uk/Angel-Season-DVD-David-Boreanaz/dp/B00008W645. Läst 17 februari 2017.